# Eringsboda socken
Eringsboda socken i Blekinge ingick i Medelstads härad, uppgick 1967 i Ronneby stad och området ingår sedan 1971 i Ronneby kommun och motsvarar från 2016 Eringsboda distrikt i Blekinge län.
Socknens areal är 131,7 kvadratkilometer, varav land 120,7. År 2000 fanns här 766 invånare. Tätorten Eringsboda med Eringsboda kyrka ligger i denna socken.

## Administrativ historik
Socknen bildades 1870 genom en utbrytning ur Tvings socken och samtidigt bildades Eringsboda församling med ansvar för de kyrkliga frågorna och Eringsboda landskommun för de borgerliga. Landskommunen uppgick 1952 i Tvings landskommun, uppgick 1963 i Kallinge landskommun, 1967 i Ronneby stad som 1971 uppgick i Ronneby kommun. Församlingen uppgick 2006 i Ronneby församling.
1 januari 2016 inrättades distriktet Eringsboda, med samma omfattning som församlingen hade 1999/2000.
Socknen har tillhört fögderier, tingslag och domsagor enligt vad som beskrivs i artikeln Medelstads härad. Socken indelades fram till 1901 i 36 båtsmanshåll, vars båtsmän tillhörde Blekinges 3:e (1:a före 1845) båtsmanskompani.

## Geografi
Eringsboda socken ligger vid smålandsgränsen, består av kuperad skogsbygd, rik på mossar och småsjöar. I sydväst är Ronnebyån gräns, medan de östligare av socknens talrika småsjöar avvattnas genom Listerbyån och Nättrabyån.

## Fornminnen
Ett par hällkistor och några rösen har återfunnits, bland annat vid Gäddegöl (vari ett fynd från bronsåldern återfunnits).

## Namnet
Namnet (1338 Eringislabodha), taget från kyrkbyn, innehåller mansnamnet Eringisl(i) och bod, eventuellt i betydelsen fäbod. Före 1860 också kallad Eriksboda.

## Befolkningsutveckling
| Befolkningsutvecklingen i Eringsboda socken 1870–1990        | Befolkningsutvecklingen i Eringsboda socken 1870–1990 | Befolkningsutvecklingen i Eringsboda socken 1870–1990 | Befolkningsutvecklingen i Eringsboda socken 1870–1990 | Befolkningsutvecklingen i Eringsboda socken 1870–1990 |
| ------------------------------------------------------------ | ----------------------------------------------------- | ----------------------------------------------------- | ----------------------------------------------------- | ----------------------------------------------------- |
|                                                              |                                                       |                                                       |                                                       |                                                       |
| År                                                           |                                                       |                                                       | Folkmängd                                             |                                                       |
| 1870                                                         | 1870                                                  |                                                       | 2 677                                                 |                                                       |
| 1880                                                         | 1880                                                  |                                                       | 2 982                                                 |                                                       |
| 1890                                                         | 1890                                                  |                                                       | 2 903                                                 |                                                       |
| 1900                                                         | 1900                                                  |                                                       | 2 670                                                 |                                                       |
| 1910                                                         | 1910                                                  |                                                       | 2 499                                                 |                                                       |
| 1920                                                         | 1920                                                  |                                                       | 2 326                                                 |                                                       |
| 1930                                                         | 1930                                                  |                                                       | 2 139                                                 |                                                       |
| 1940                                                         | 1940                                                  |                                                       | 1 913                                                 |                                                       |
| 1950                                                         | 1950                                                  |                                                       | 1 592                                                 |                                                       |
| 1960                                                         | 1960                                                  |                                                       | 1 308                                                 |                                                       |
| 1970                                                         | 1970                                                  |                                                       | 989                                                   |                                                       |
| 1980                                                         | 1980                                                  |                                                       | 898                                                   |                                                       |
| 1990                                                         | 1990                                                  |                                                       | 845                                                   |                                                       |
| Anm: Källor: Demografiska databasen, CEDAR, Umeå universitet |                                                       |                                                       |                                                       |                                                       |

### Fotnoter
1. 1 2 3  Svensk Uppslagsbok andra upplagan 1947–1955: Eringsboda socken
2. 1 2  Harlén, Hans; Harlén Eivy (2003). Sverige från A till Ö: geografisk-historisk uppslagsbok. Stockholm: Kommentus. Libris 9337075. ISBN 91-7345-139-8
3. ↑  ”Församlingar”. Statistiska centralbyrån. https://www.scb.se/hitta-statistik/regional-statistik-och-kartor/regionala-indelningar/forsamlingar/. Läst 30 december 2022.
4. ↑  "Ostkanten" om Blekinge och Södra Möres båtsmän
5. 1 2  Sjögren, Otto (1932). Sverige geografisk beskrivning del 3 Blekinge, Kristianstads, Malmöhus och Hallands län samt staden Göteborg. Stockholm: Wahlström & Widstrand. Libris 9940
6. 1 2  Nationalencyklopedin
7. ↑  Fornlämningar, Statens historiska museum: Eringsboda socken
8. ↑  Fornminnesregistret, Riksantikvarieämbetet: Eringsboda socken Fornminnen i socknen erhålls på kartan genom att skriva in sockennamn (utan "socken") i "Ange geografiskt område"